# De Zuid
De Zuid is een bosgebied zuidelijk van Hilversum en ten noorden van Hollandsche Rading. Het gebied wordt beheerd door het Goois Natuurreservaat.
Het bosgebied 204 ha. gaat over in de aaneengesloten wouden van de Lage Vuursche en Pijnenburg. Aan de westzijde begrensd door de A27, in het zuiden de Vuurse Dreef en aan de noordoostzijde door de Lage Vuurscheweg. In de oostelijke hoek ligt het Smithuyserbos. Het gebied wordt doorsneden door het Jeneverpad, een oude smokkelaarsroute die uitkomt op de Hollandse Sloot. De smokkelroute door het
Gooierbos was bedoeld om de Utrechtse belasting op jenever te ontduiken. De Hollandse Sloot was de grens tussen Holland en Utrecht. Het is een rechte lijn langs een greppel die al in 1532 werd gegraven om de grens tussen het graafschap Holland en het Sticht Utrecht aan te geven.

## Van heide naar bos
Het gebied bestaat uit een aantal deelgebiedjes met veelzeggende namen als Bosberg, Hengstenberg, Dassenbos en Erfgooiersbos. Het oorspronkelijke Erfgooiersbos, het laatste ‘oerbos’ in het Gooi, werd hier rond 1600 gekapt. Honderd jaar geleden was De Zuid nog een open heide. Na de Tweede Wereldoorlog is hier het dennenbos aangeplant.
De grote kuil ontstond door zandwinning en werd in 1956 bebost.
In het gebied ligt het Hilversums Wasmeer, dat vroeger te midden van heidevelden lag. In dit ven werden de schapen gewassen. In de twintigste eeuw werd het gebied bebost. In 1995 is de rand van het Wasmeer na vervuiling en verzuring afgeplagd en werd de bosrand teruggedrongen. Van de Bosberg is in het veld niet meer veel te zien want tot het midden van de vorige eeuw is er zand afgegraven dat onder meer diende voor woningbouw en wegenaanleg.
In het Dassenbos komen af en toe door dassen voor.

## Beheer
In het begrazingsgebied houden runderen binnen de afrastering de Amerikaanse vogelkers in toom. Bij het beheer wordt gestreefd naar een opener en gevarieerder landschap. De open ruimte van zandafgraving 'De Kuil' is groter gemaakt door een groot deel van de aanwezige naaldbomen te kappen. Het naaldbos is indertijd voor de houtproductie geplant, waardoor het merendeel van de bomen dezelfde leeftijd heeft. Het beheer is gericht op het verkrijgen van leeftijdvariatie en het doorbreken van de dominantie van niet inheemse naaldboomsoorten als douglas, lariks en Corsicaanse den.